# Oberfrauendorf
Oberfrauendorf is een plaats in de Duitse gemeente Glashütte (Saksen), deelstaat Saksen, en telt 395 inwoners (2006).